# Kràsnoie Znàmia (Lípetsk)
|  | Per a altres significats, vegeu «Kràsnoie Znàmia». |

Kràsnoie Znàmia (en rus: Красное Знамя) és un poble (un possiólok) de l'óblast de Lípetsk, a Rússia, que el 2013 tenia 10 habitants. Pertany al districte rural de Griazi.